# Pfarrhaus (Apfeltrang)

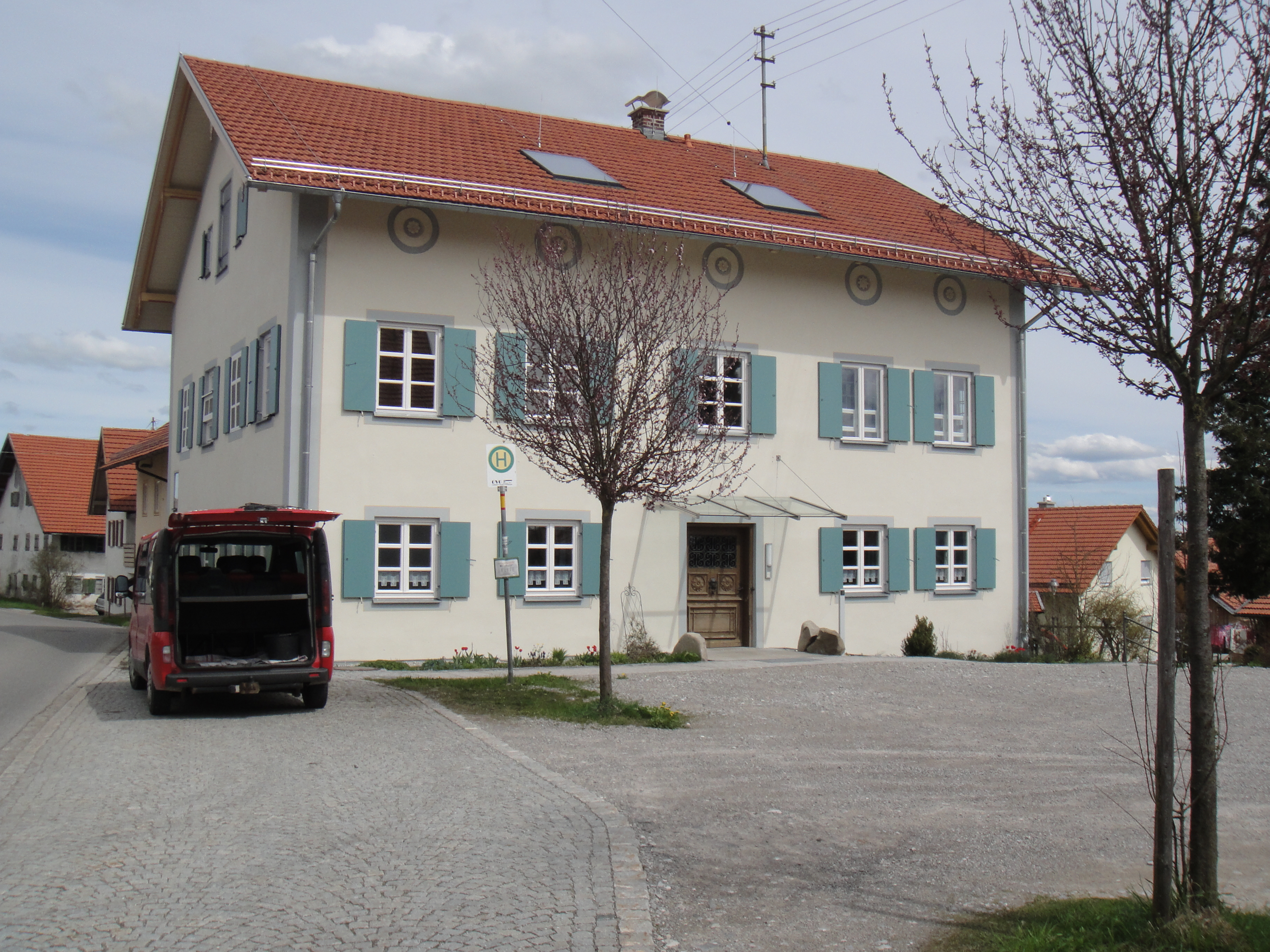
Pfarrhaus in Apfeltrang

Das Pfarrhaus in Apfeltrang, einem Gemeindeteil von Ruderatshofen im Landkreis Ostallgäu im bayerischen Regierungsbezirk Schwaben, wurde 1744/46 errichtet. Das Pfarrhaus gegenüber der katholischen Pfarrkirche St. Michael ist ein geschütztes Baudenkmal.
Der zweigeschossige Satteldachbau besitzt fünf zu vier Fensterachsen. An den Decken sind noch Rahmenstuckaturen von Joseph Halbritter und Jakob Filser erhalten.
Die Sanierung des Gebäudes wurde im Jahr 2008 mit dem Denkmalpreis des Landkreises ausgezeichnet.